# Mokolo
Mokolo is de hoofdstad en de grootste stad van het departement Mayo-Tsanaga in de regio Extrême-Nord in Kameroen. De stad zelf ongeveer 40.000 inwoners. De stad in het Mandaragebergte ligt dicht tegen de Kameroenese-Nigeriaanse landsgrens.
Sinds 1973 is de stad co-zetel van een rooms-katholiek bisdom.